# Fotometrické veličiny
Fotometrické veličiny jsou fyzikální veličiny používané ve fotometrii. Kvantitativně popisují vizuální vjem světla, které je částí elektromagnetického záření viditelného lidským okem.
Přestože popisují subjektivní vnímání, jako fyzikální veličiny jsou definovány objektivně. Vztah k radiometrickým veličinám (charakteristikám elektromagnetického záření nezávislým na lidském vnímání) je dán normativní spektrální světelnou účinností, tedy průběhem světelné účinnosti monochromatického záření odpovídajícího normálnímu lidskému vidění. Její standardní hodnoty pro oko adaptované na světlo byly přijaty Mezinárodní komisí pro osvětlení (Commission Internationale de l’éclairage, CIE) v roce 1971 a schváleny Mezinárodním výborem pro míry a váhy (Comité international des poids et mesures, CIPM) v roce 1972.
V soustavě SI mají vlastní základní veličinu, a sice svítivost se základní jednotkou kandela, a tedy i specifický fyzikální rozměr.
| veličina            | symbol     | jednotka SI               | označení       | poznámka                                                                                             |
| ------------------- | ---------- | ------------------------- | -------------- | --- |
| světelná energie    | QV         | lumen sekunda             | lm·s           | zářivá energie vyvolávající světelný vjem ohodnocená velikostí vjemu                                 |
| světelný tok        | Φ nebo F   | lumen                     | lm (= cd·sr)   | světelná energie za jednotku času procházející určitou plochou, někdy označovaný jako světelný výkon |
| svítivost           | I nebo IV  | kandela                   | cd (= lm·sr−1) | základní jednotka SI                                                                                 |
| jas                 | L nebo LV  | kandela na metr čtverečný | cd·m−2         | světelný tok do jednotkového prostorového úhlu na "promítnutou" jednotkovou plochu zdroje            |
| intenzita osvětlení | EV         | lux                       | lx (= lm·m−2)  | světelný tok dopadající na plochu                                                                    |
| intenzita světlení  | HV nebo MV | lumen na metr čtverečný   | lm·m−2         | světelný tok emitovaný plochou zdroje                                                                |
| světelná účinnost   | K          | lumen na watt             | lm·W−1         | poměr světelného toku k zářivému toku                                                                |

## Integrální veličiny

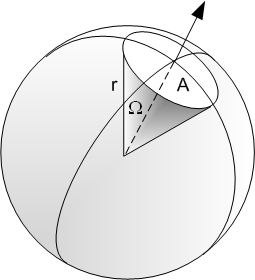
Prostorový úhel Ω

Integrální veličiny popisují celkový účinek viditelného světla na celém rozsahu vlnové délky viditelného světla.
- světelný tok Φ, [Φ] = lm (=cd·sr)

- světlení H, [H] = lm·m−2

{\displaystyle H={\frac {\mathrm {d} \Phi }{\mathrm {d} S'}}}
kde S’ je plocha, ze které světlo vychází
- osvětlení E, [E] = lx (=lm·m−2)

{\displaystyle E={\frac {\mathrm {d} \Phi }{\mathrm {d} S}}}
kde S je osvětlená plocha
- svítivost I, [I] = cd

{\displaystyle I={\frac {\mathrm {d} \Phi }{\mathrm {d} \Omega }}}
kde Ω je prostorový úhel, do kterého zdroj svítí, [Ω] = sr
pro kuželový osvětlený prostor platí
Ω = 2π(1-cosβ), kde β je poloviční vrcholový úhel kužele, do kterého zdroj svítí
- jas L, [L] = cd·m−2

{\displaystyle L={\frac {\mathrm {d} ^{2}\Phi }{\mathrm {d} \Omega \mathrm {d} S'}}={\frac {\mathrm {d} I}{\mathrm {d} S'}}}

## Spektrální veličiny
Spektrální veličny popisují účinek viditelného světla na určité vlnové délce λ.
- spektrální světelný tok Φλ, [Φλ] = lm·m−1

{\displaystyle \Phi _{\lambda }={\frac {\mathrm {d} \Phi _{\lambda }}{\mathrm {d} \lambda }}}
- spektrální světlení Hλ, [Hλ] = lm·m−3

{\displaystyle H_{\lambda }={\frac {\mathrm {d} \Phi _{\lambda }}{\mathrm {d} S'}}}
kde S’ je plocha, ze které světlo vychází
- spektrální osvětlení Eλ, [Eλ] = lm·m−3

{\displaystyle E_{\lambda }={\frac {\mathrm {d} \Phi _{\lambda }}{\mathrm {d} S}}}
kde S je osvětlená plocha
- spektrální svítivost Iλ, [Iλ] = lm·m−1·sr−1

{\displaystyle I_{\lambda }={\frac {\mathrm {d} \Phi _{\lambda }}{\mathrm {d} \Omega }}}
kde Ω je prostorový úhel, do kterého zdroj svítí
- spektrální jas Lλ, [Lλ] = cd·m−3

{\displaystyle L_{\lambda }={\frac {\mathrm {d} ^{2}\Phi _{\lambda }}{\mathrm {d} \Omega \mathrm {d} S}}={\frac {\mathrm {d} I_{\lambda }}{\mathrm {d} S'}}}